# Trličník brvitý
Trličník brvitý (Gentianopsis ciliata), dříve také hořec brvitý či hořeček brvitý, je rostlina z čeledi hořcovitých, jediný zástupce rodu Gentianopsis rostoucí na území České republiky. V poslední době silně ubývá, proto byl zařazen do Červeného seznamu ČR k ohroženým druhům.

## Morfologie

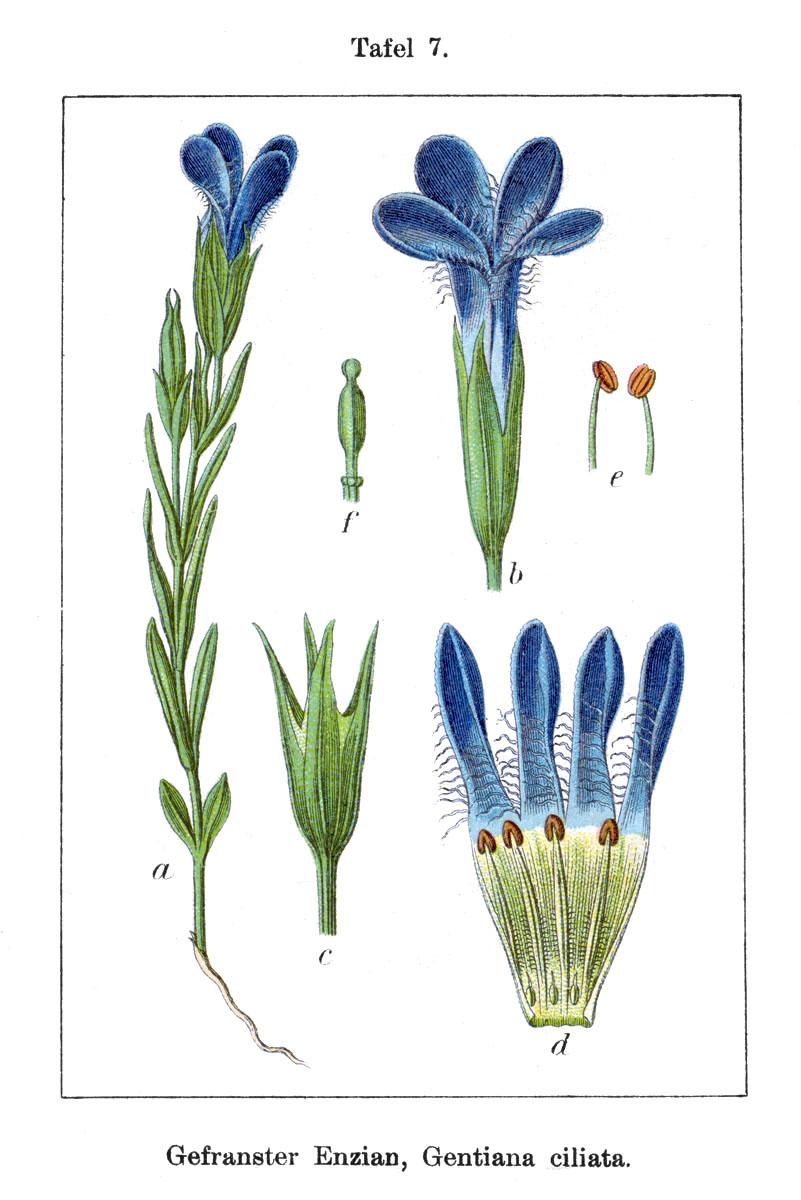

Trličník brvitý dorůstá výšky 10–30 cm. Lodyha je oblá a tenká, přímá nebo vystoupavá. Listy jsou pouze lodyžní, úzké, špičaté, jednožilné a přisedlé. Květy jsou modré, jednotlivé, koncové, se čtyřčetnou korunou. Korunní lístky jsou na okrajích třásnitě brvité. V některých případech může být lodyha větvená; pak roste na rostlině až 12 květů.

## Biologie
Trličník brvitý kvete relativně pozdě, od července do října – tedy na podzim. Roste spíše ve vyšších polohách, od pahorkatin po horské polohy. Vyhledává výslunné travnaté svahy, meze, stráně, opuštěné lomy. Protože upřednostňuje zpevněný vápencový štěrk, bývá v poslední době nacházen na krajnicích, v příkopech a náspech lesních cest.

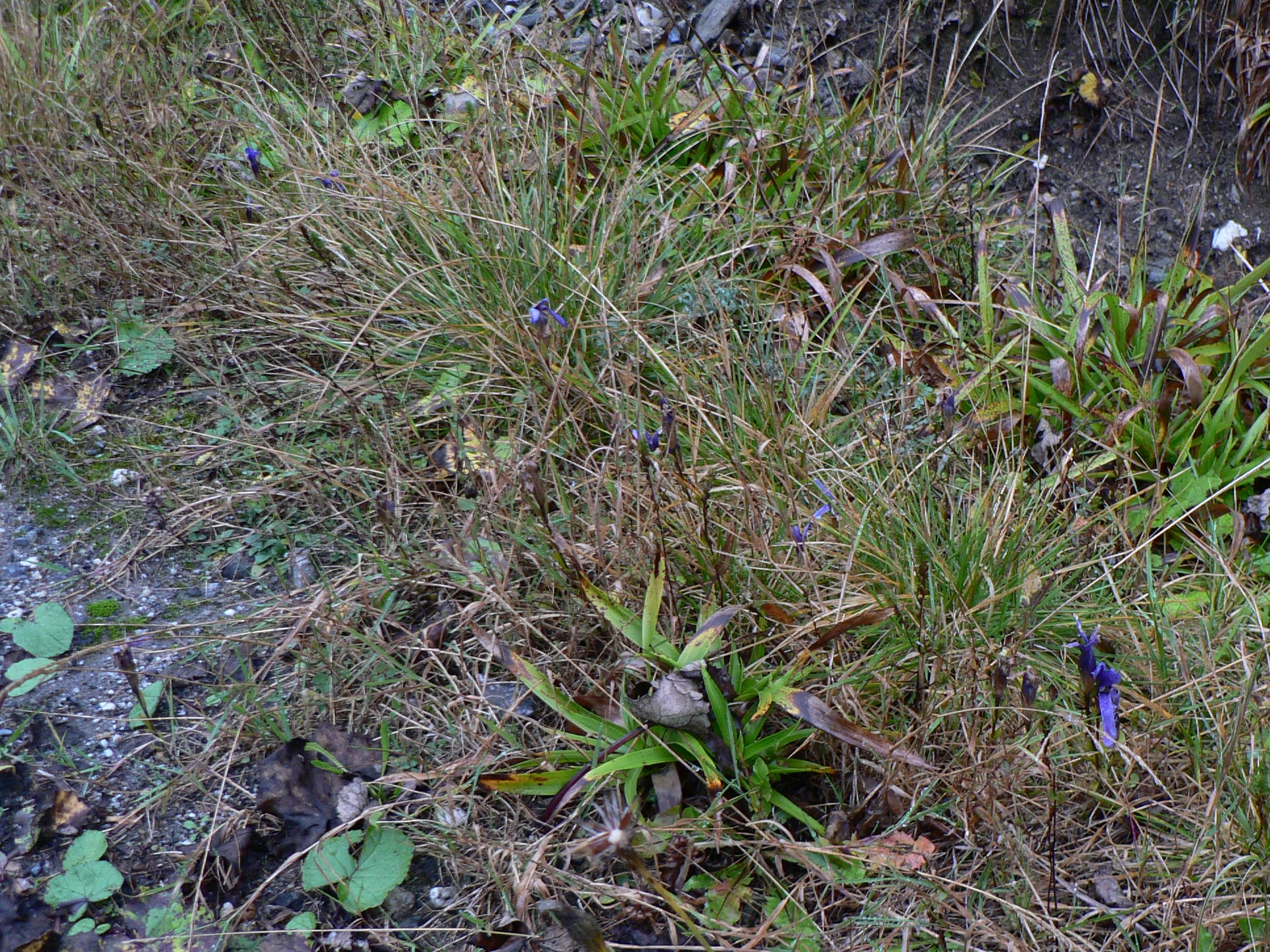
Porost trličníku brvitého na okraji lesní cesty pod Orlíkem, Hrubý Jeseník, říjen 2007

## Rozšíření
Jižní, západní a střední Evropa, konkrétně od Pyrenejského poloostrova přes střední Evropu a Balkán až po jižní Ukrajinu.

### Výskyt v Česku
Roztroušený, v nížinách téměř chybí, v horách zřídka. S oblibou na vápencovém substrátu.

## Ohrožení a ochrana
V Česku patří mezi silně ohrožené druhy, je řazen do kategorie C3, na Slovensku pak jako potenciálně ohrožený do kategorie NT.